# Tughlaq
La dinastia Ṭughlāq (o Tugluq, talvolta anche Tughlak o Tughluk, in persiano طغلاق‎, Ṭughlāq) una dinastia di origine turca in India.fu la famiglia dinastica che governò il Sultanato di Delhi tra il 1321-1398.
Le succedette la Dinastia Sayyid.

## Elenco dei regnanti della dinastia Ṭughlāq
| Nome titolare                                                                                            | Nome | Regno          |
| --- | --- | -------------- |
| Sultano Ghiyāth al-Dīn Ṭughlāq Shāh سلطان غیاث الدین تغلق شاہ                                            | Ghāzī Malik غازی ملک                                                                                        | 1321–1325      |
| Sultano Muḥammad ʿĀdil bin Ṭughlāq Shāh سلطان محمد عادل بن تغلق شاہ Ulugh Khan الغ خان Juna Khan جنا خان | Malik Fakhr al-Dīn ملک فخر الدین                                                                            | 1325–1351      |
| Sultano Fīrūz Shah Ṭughlāq سلطان فیروز شاہ تغلق                                                          | Malik Fīrūz b. Malik Rajab ملک فیروز ابن ملک رجب                                                            | 1351–1388      |
| Sultano Ghiyāth al-Dīn Ṭughlāq Shāh {سلطان غیاث الدین تغلق شاہ                                           | Ṭughlāq Khān ibn Fatḥ Khān ibn Fīrūz Shāh تغلق خان ابن فتح خان ابن فیروز شاہ                                | 1388–1389      |
| Sultano Abū Bakr Shāh سلطان ابو بکر شاہ                                                                  | Abū Bakr Khān ibn Ẓafar Khān ibn Fatḥ Khān ibn Fīrūz Shāh ابو بکر خان ابن ظفر خان ابن فتح خان ابن فیروز شاہ | 1389–1390      |
| Sultano Muḥammad Shāh سلطان محمد شاہ                                                                     | Muḥammad Shāh ibn Fīrūz Shāh محمد شاہ ابن فیروز شاہ                                                         | 1390–1394      |
| Sultano ʿAlāʾ al-Dīn Sikandar Shāh سلطان علاءالدین سکندر شاہ                                             | Humāyūn Khān ھمایوں خان                                                                                     | 1394           |
| Sultano Nāṣir al-Dīn Maḥmūd Shāh Ṭughlāq سلطان ناصر الدین محمود شاہ تغلق                                 | Maḥmūd Shāh ibn Muḥammad Shāh محمود شاہ ابن محمد شاہ                                                        | 1394–1412/1413 |
| Sultano Nāṣir al-Dīn Nuṣrat Shāh Ṭughlāq سلطان ناصر الدین نصرت شاہ تغلق                                  | Nuṣrat Khān ibn Fatḥ Khān ibn Fīrūz Shah نصرت خان ابن فتح خان ابن فیروز شاہ                                 | 1394–1398      |

N.B. Le righe colorate indicano la suddivisione del Sultanato di Delhi in due sultanati: uno a est (colore arancio) a Firuzabad e uno ad ovest (colore giallo) presso Delhi.